# Donzy
 Donzy  es una población y comuna francesa, situada en la región de Borgoña, departamento de Nièvre, en el distrito de Cosne-Cours-sur-Loire y cantón de Donzy.

## Demografía
| 1935 | 1898 | 1908 | 1890 | 1719 | 1659 |
| Para los censos de 1962 a 1999 la población legal corresponde a la población sin duplicidades (Fuente: INSEE [Consultar]) |      |      |      |      |      |